# Chosenia arbutifolia

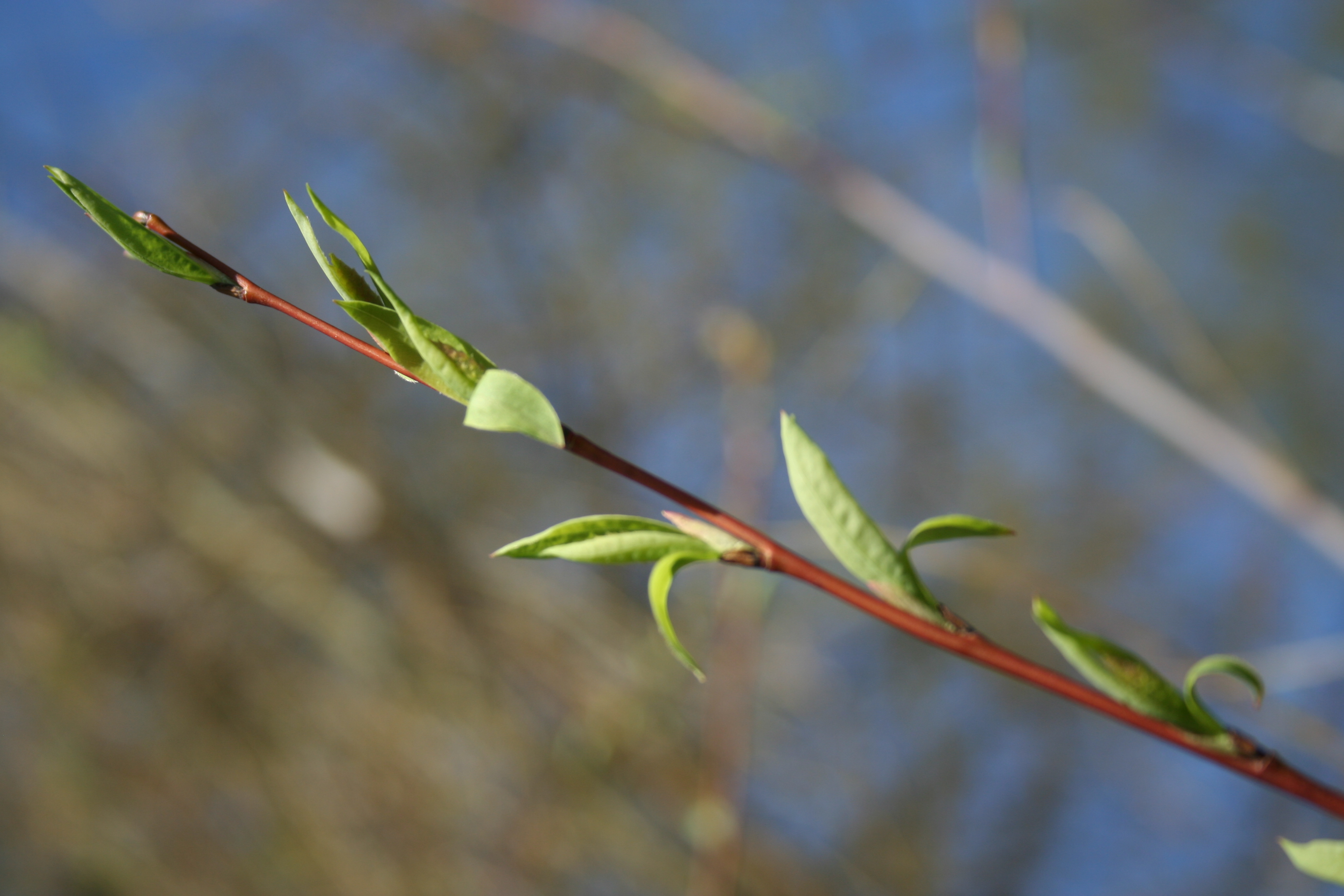
Rama

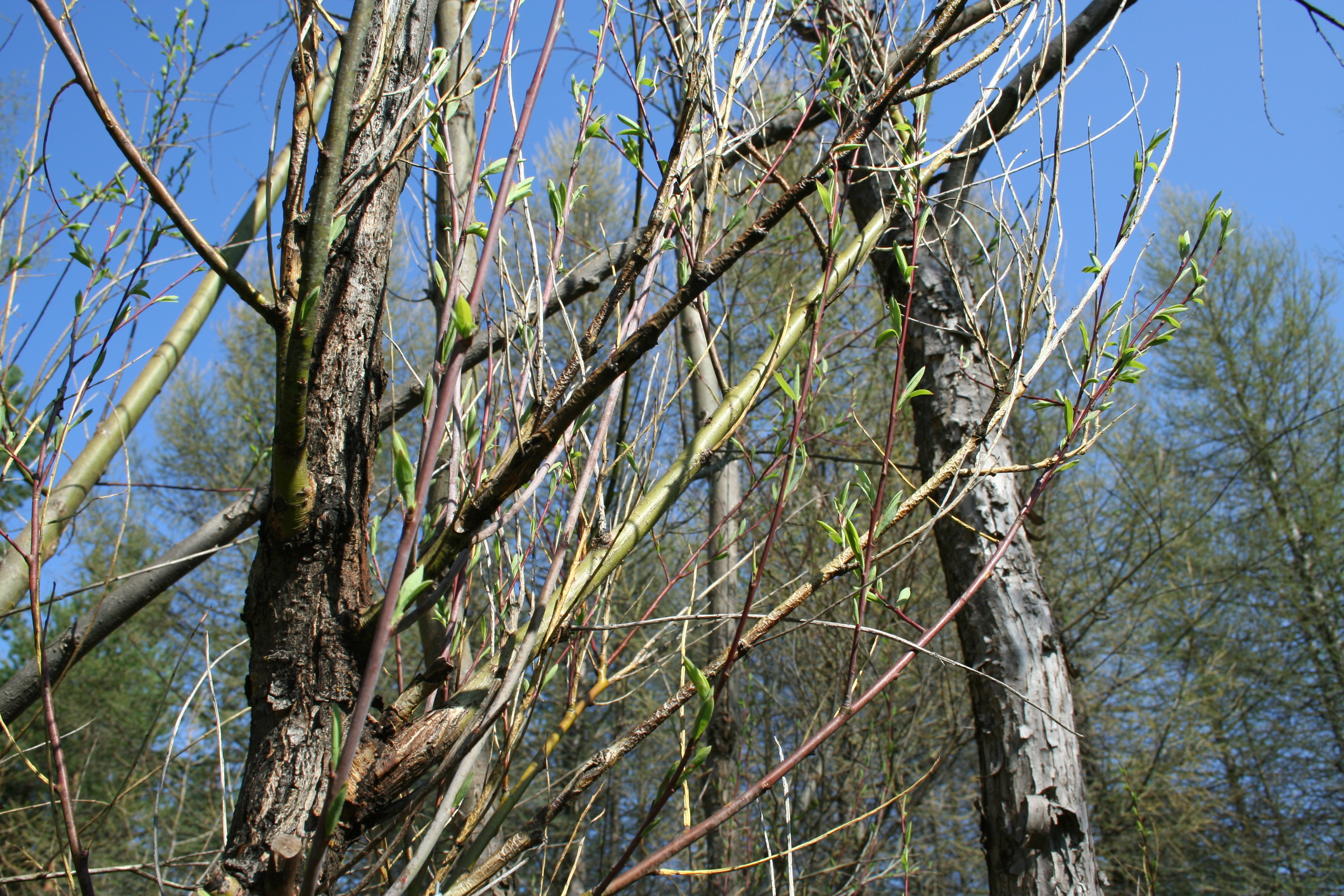
Troncos

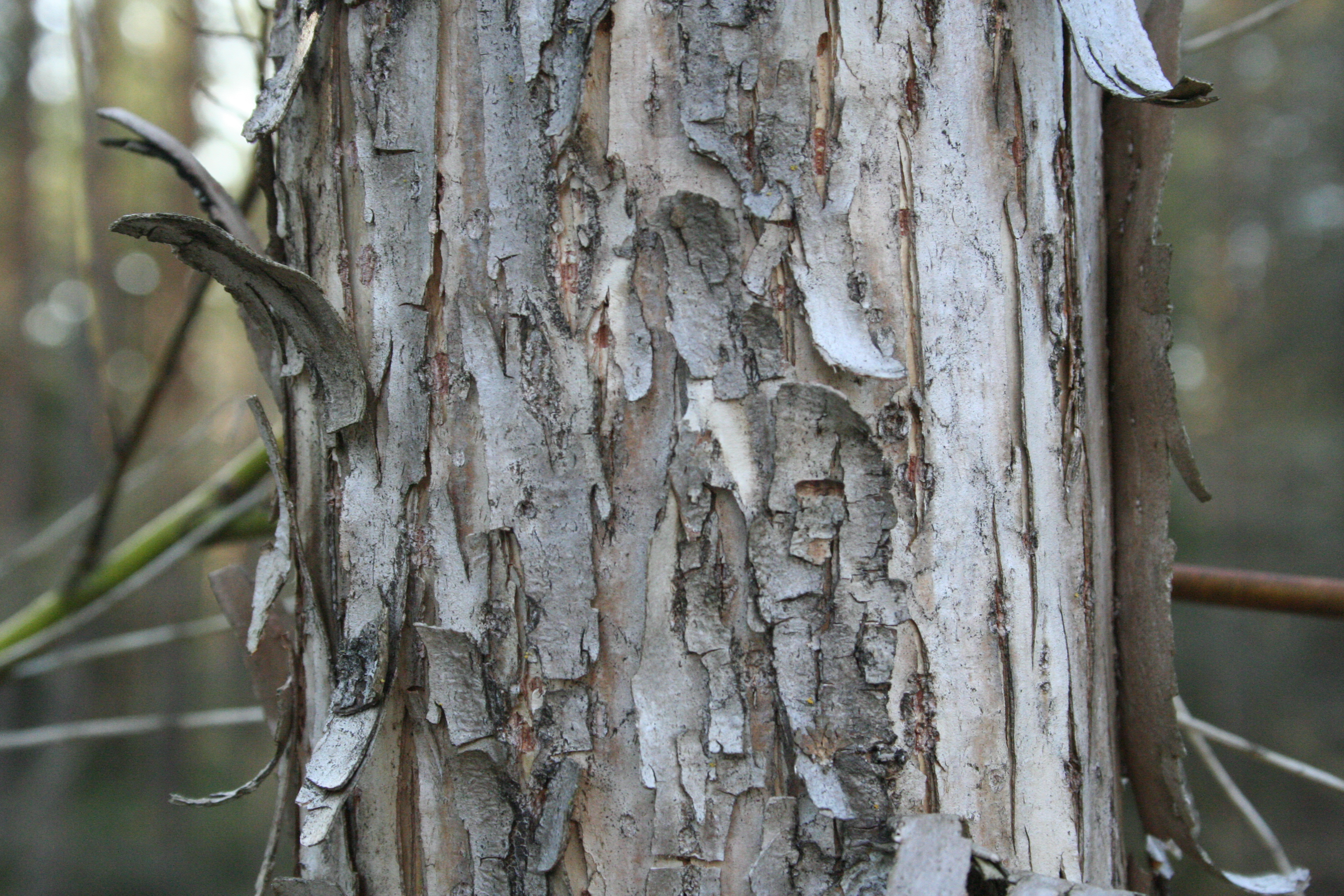
Corteza

Chosenia arbutifolia (sin. Salix arbutifolia Pall.) es una especie de planta  perteneciente a la familia Salicaceae, nativa del nordeste de Asia, en Corea, el nordeste de China, norte de Japón, isla de Sajalín, este de Siberia y el área alrededor del mar de Ojotsk. 
Es el único miembro del género  Chosenia, que está incluido con una estrecha relación con el género Salix por muchos autores.

## Descripción
Es un árbol caducifolio que alcanza los  20-30 m de altura una corona columnar y corteza de color gris-marrón. Las hojas tienen 5-8 cm de longitud y  1,5-2,3 cm de ancho, con los márgenes casi enteros o finamente serrados y el ápice acuminado. Las flores son colgantes de  1–3 cm de longitud; las flores masculinas o femeninas se encuentran en árboles separados.

## Taxonomía
Chosenia arbutifolia fue descrita por (Pall.) A.K.Skvortsov y publicado en  Botanicheskie Materialy Gerbariia Botanicheskogo Instituta imeni V. L. Komarova Akademii Nauk SSSR 18: 43, en el año 1957.
Sinonimia
- Salix arbutifolia Pallas, Fl. Ross. 1(2): 79. 1788
- Chosenia bracteosa (Turczaninow ex Trautvetter) Nakai
- Chosenia eucalyptoides (Meyer ex. C.K.Schneid.) Nakai
- Chosenia macrolepis (Turczaninow) Komarov
- Chosenia splendida (Nakai) Nakai
- Salix bracteosa Turczaninow ex Trautvetter
- Salix eucalyptoides Meyer ex. C.K.Schneider
- Salix macrolepis Turzaninow[5]